# Saint-Loup-de-Buffigny
Saint-Loup-de-Buffigny település Franciaországban, Aube megyében. Lakosainak száma 213 fő (2022. január 1.). Saint-Loup-de-Buffigny Avant-lès-Marcilly, Ferreux-Quincey, La Fosse-Corduan, Gélannes, Rigny-la-Nonneuse, Saint-Hilaire-sous-Romilly és Saint-Martin-de-Bossenay községekkel határos.

## Népesség
A település népessége az elmúlt években az alábbi módon változott:
| Lakosok száma | 137  | 154  | 161  | 176  | 218  | 218  | 210  | 208  | 207  | 213  |
|               | 1968 | 1982 | 1990 | 2006 | 2013 | 2015 | 2017 | 2019 | 2020 | 2022 |